# オクシタニア

オクシタニアの領域

オクシタニアの旗。フランク王権から南仏を分離させアルル王国を築いたボゾン家の紋章で、ネストリウス派の十字架を模したものではないかとされる。

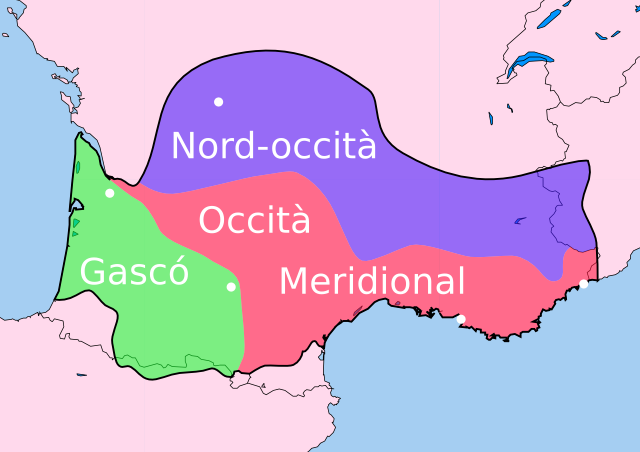
オクシタン語の下位区分（北オック語・南オック語・ガスコーニュ語）。

オクシタニア（オック語:Occitània、フランス語:Occitanie、イタリア語:Occitania、スペイン語:Occitania、カタルーニャ語:Occitània）は、南フランスを中心とした一帯のうちオック語が話される地域の名称で、フランス部分で採られた調査では住民のおよそ40%がオック語を母語としている。文献には1290年にPatria Linguae Occitanaeとして初出するがオック語自体は13世紀後半にダンテがLingua d'òc（「はい」をòcと言う言語）について言及するなど以前から知られていたようである。

## 概要
オクシタニアは南フランスを中心とした複数の国にまたがる地域であるが、具体的には以下のようになる。これら地域はフランス北部よりはカタルーニャと元来密接な関連を持ち、また言語も同様である。

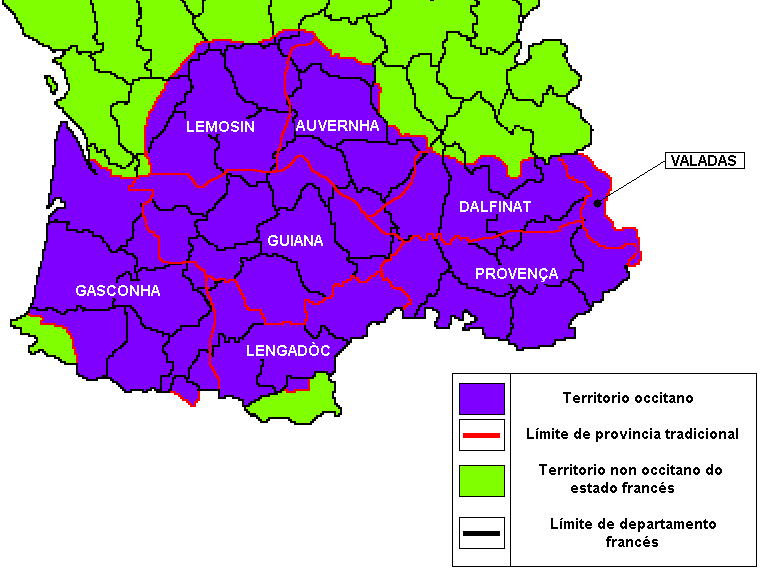
オクシタニアの行政区分

フランス
同国南部、ロワール川以南の一帯のうちバスク語圏およびカタルーニャ語圏を除いた地域。行政体では旧アキテーヌ地域圏、ミディ＝ピレネー地域圏、リムーザン地域圏、オーヴェルニュ地域圏、ラングドック＝ルシヨン地域圏、プロヴァンス＝アルプ＝コート・ダジュール地域圏およびローヌ＝アルプ地域圏南部にあたる。ラングドック（Langue d'oc）も元々オック語を意味する。
イタリア
フランスとの国境沿い、ピエモンテ州のクーネオ県とトリノ県、リグリア州ではインペリア県といったアルプス山中の村々でオック語が話される。このほか、南イタリアのカラブリア州コゼンツァ県にあるグアルディア・ピエモンテーゼ町でも例外的にオック語が用いられる。
スペイン
カタルーニャ州北西のアラン谷ではオック語の一つガスコーニュ語の方言であるアラン語が話され、1987年にはカタルーニャ州政府からその地域の公用語として認められていた。2010年には法令の改正により、その地域のみの公用語であったものが、州全体の公用語となった。
モナコ
モナコ語に加えてオック語も長らく話される。
オクシタニアを規定するオック語（lenga d'òc）であるが、これはラテン語を起源とする言語で、イタリア語やスペイン語、フランス語と同じくロマンス語のひとつに数えられる。また下位にガスコン、オーベルニュ、リムーザン、ヴィヴァロ・アルパン、ラングドック、プロヴァンスの六方言があるが、いずれも容易に相互理解が可能であるうえ、それぞれが正書法を持ち正当性を有する。標準オック語という概念は各方言の総合ともいえよう。（オック語#オクシタニア参照）

## 歴史
オック語の文書は9世紀に、法律、文学、科学、神学で一度だけ使われているものが最古である。それ以前については数世紀遡ると考えられているが地名から推測するほかない。
ローマ時代、ガリア・ナルボネンシスと呼ばれたこの地域は同一の文化を有していたものの、5世紀以降はセプティマニア王国（旧ローマ帝国ガリア・ナルボネンシス→Septem Provinciae）、プロヴァンス王国などの地方勢力もオクシタニアを統一することはなく、教会や修道院、封建領主、自由都市のそれぞれが複雑な忠誠関係のもとで相争った。9世紀から13世紀にかけてはアキテーヌ公、フォワ伯、トゥールーズ伯、アラゴン王がオクシタニアの諸領をめぐりしのぎを削っている。
オック語文学はこのころ発展し隆盛を極めた。12世紀から13世紀、トルバドゥール達が宮廷恋愛を詠うようになり、オック語はヨーロッパ全土に広まった。オック語やオクシタニアの語が現れだしたのもこの頃である。1102年にはトゥールーズ伯レーモン4世が第1回十字軍の際にトリポリ伯国を建てている。トリポリ伯国にはオクシタニアやイタリアから住民が集まってオック語が話され、オクシタニアの植民地とも呼べるものであった。
13世紀のアルビジョア十字軍の後、フランス王の支配力が及ぶようになったが、完全にフランス王権下に入るのは17世紀である。こうした流れのなか、住民は依然オック語を話してはいたものの貴族やブルジョワジーがフランス語を学ぶようになり、1539年、フランソワ1世はヴィレル＝コトレの勅令で行政上での言語をフランス語に限定するまでになった。1789年のフランス革命では地中海地域の自治とオック語の復権が図られた。しかしこの試みはジャコバン派の反対で挫折してしまう。一方19世紀になるとオック語文学の巻き返しが始まり、フレデリック・ミストラルがノーベル文学賞を受賞するなどしている。
しかし1881年、ジュール・フェリー内閣の時代から学校でのオック語の使用は禁止され、結果オック語の地位は次第に低下していく。フランス語によるマスメディアの影響もあってこの傾向はさらに顕著である。1999年の統計によればオクシタニアの1400万から1500万人の人口のうちオック語を母語とするのは600万人とされるものの、その多くが高齢化を迎えており、オック語の維持発展を求める試みがなされている。

## オクシタニア出身の著名人
- ガブリエル・フォーレ
- シャルル・ド・モンテスキュー
- ノストラダムス
- ドミニク・アングル
- ポール・セザンヌ
- フレデリック・ミストラル
- ジュゼッペ・ガリバルディ

## 参考資料
- Occitan in Italy